# Minibiotus intermedius
Minibiotus intermedius är en djurart som tillhör fylumet trögkrypare, och som först beskrevs av Plate 1889.  Minibiotus intermedius ingår i släktet Minibiotus och familjen Macrobiotidae. Arten är reproducerande i Sverige. Inga underarter finns listade i Catalogue of Life.